# ستويان ألكسندروف
ستويان الكسندروف (14 يونيو 1949 - 24 أغسطس 2020)، هو  اقتصادي  بلغاري، شغل منصب وزير المالية في الحكومة البلغارية.